# Église Saint-Julien de Lescar
L'église Saint-Julien de Lescar est une église catholique située à Lescar. Elle est dédiée à Julien de Lescar, saint patron de la ville, qui passe pour être l'évangélisateur du Béarn. 

## Présentation
L'église est bâtie à l'emplacement d'une cathédrale primitive, construite autour du Ve siècle à l'époque de l'évangélisation du Béarn par Saint Julien. Cet édifice est réalisé en basse-ville de Beneharnum, la cité du peuple des Béarnais. Des vestiges de cette époque de l'Antiquité tardive sont retrouvés à proximité dans la rue du Bialé. La cathédrale, tout comme le reste de la cité, est détruite par les Normands au IXe siècle. Au Xe siècle, une cité renaît en haute-ville cette fois-ci. Elle prend alors le nom de Lescar, et voit l'apparition d'une nouvelle cathédrale. Une nouvelle église est, néanmoins, construite sur le site au XIIIe siècle dans le style roman. L'édifice est de nouveau saccagé, lors du passage des troupes protestantes de Montgommery en 1569. Finalement, l'église est rebâtie une dernière fois au XVIIe siècle, gardant son clocher pignon roman du XIIIe siècle.
C'est en cette église qu'eurent lieu les obsèques de la Reine Marguerite de Navarre le 10 février 1550.